# Irene Vetere
Irene Vetere, née le 20 août 1999 à Rome, est une actrice italienne.

## Biographie

### Jeunesse et études
Irene Vetere naît à Rome en 1999, d'un père docteur en philosophie du langage et d'une mère docteure en littérature ancienne. Ses parents se séparent et se remarient chacun de leur côté avec des partenaires qui ont chacun un enfant. Comme elle a également une sœur, Emilia, Irene grandit donc avec trois autres enfants en étant la plus jeune. Elle est par ailleurs la petite-fille d'Ugo Vetere (it), maire de Rome de 1987 à 1992,.
Après un premier cours de théâtre en 2007 avec Bernardo Casertano, elle étudie le théâtre à l'école Arteam Jobel à Rome et au MaMa Teatro. Par ailleurs, elle parle couramment anglais et bien français. Elle a également remporté en 2016 la médaille de bronze lors des championnats italiens juniors de taekwondo,.
Outre sa carrière d'actrice, Irene étudie l'architecture à l'université,.

### Carrière d'actrice
Ses premiers rôles dans Zeta (it) et Arrivano i prof la familiarisent avec le monde du cinéma en 2016 et 2018
À dix-sept ans, Irene Vetere postule pour le casting de Nuits magiques, sans guère d'illusions. Toutefois, sa capacité à jouer la scène de différentes manières est très appréciée et elle est recrutée pour le film.

## Filmographie

### Cinéma
- 2016 : Zeta (it) (Gaia)
- 2018 : Arrivano i prof (Camilla)
- 2018 : Nuits magiques (Eugenia Malaspina)
- 2020 : Un cielo stellato sopra il ghetto di Roma (it) (Lea)
- 2022 : La tana (Lia)

### Télévision
- 2016 : Un sacré détective (Daria)

### Théâtre
- 2014 : adaptation d'Il codice di Perelà (it) d'Aldo Palazzeschi[4].